# الحبر الأعظم
الحبر الأعظم أو بونتيفيكس ماكسيموس حسب الترجمة اللاتينية للاسم (باللاتينية: Pontifex Maximus)؛ هو لقب كان يُطلَق على أعلى قسّيس في هيئة الأحبار بروما القديمة. كان يعتبر هذا المنصب أهم وأعلى رتبة في المؤسَّسة الدينية الرومانية، ولذلك السبب لم يكن مسموحاً بحيازته إلا لأفراد طبقة الباتريكيان (النبلاء) حتى سنة 254 ق.م، عندما سمح للمرة الأولى لرجلٍ من البليبس (العامة) باستلامه. كان هذا المنصب رتبة دينية بحتة خلال عهد الجمهورية الرومانية، إلا أنَّه أخذ يصبح أكثر وأكثر تسيُّساً بمرور الوقت، وبحلول عهد الإمبراطور الأول أغسطس أصبح بونتيفيكس ماكسيموس يعتبر منصباً إمبراطورياً، أي أنَّه بات حكراً على أباطرة روما. استمرَّت هذه الحال حتى عهد جراتيان (حكم من سنة 375 إلى 383م)، الذي قرَّر محو لقب بونتيفيكس ماكسيموس من اسمه، ليختفي اللقب من روما القديمة إلى الأبد.
بعد اختفاء هذا اللقب، أصبح مصطلح «بونتيفيكس» يستعمل لتكريم الأساقفة المسيحيِّين، بمن فيهم أسقف روما. أما لقب بونتيفيكس ماكسيموس فقد أعيد استخدامه في الكنيسة الرومانية الكاثوليكية ليكون تشريفاً للبابا، ورغم أنَّه لا يصنَّف عادة مع ألقاب البابا الرسمية، لكنه يظهر على العملات النقدية والأبنية التاريخية والنصب التذكارية التي تخلد ذكرى بابوات عصر النهضة.